# ایبری کارتاژ

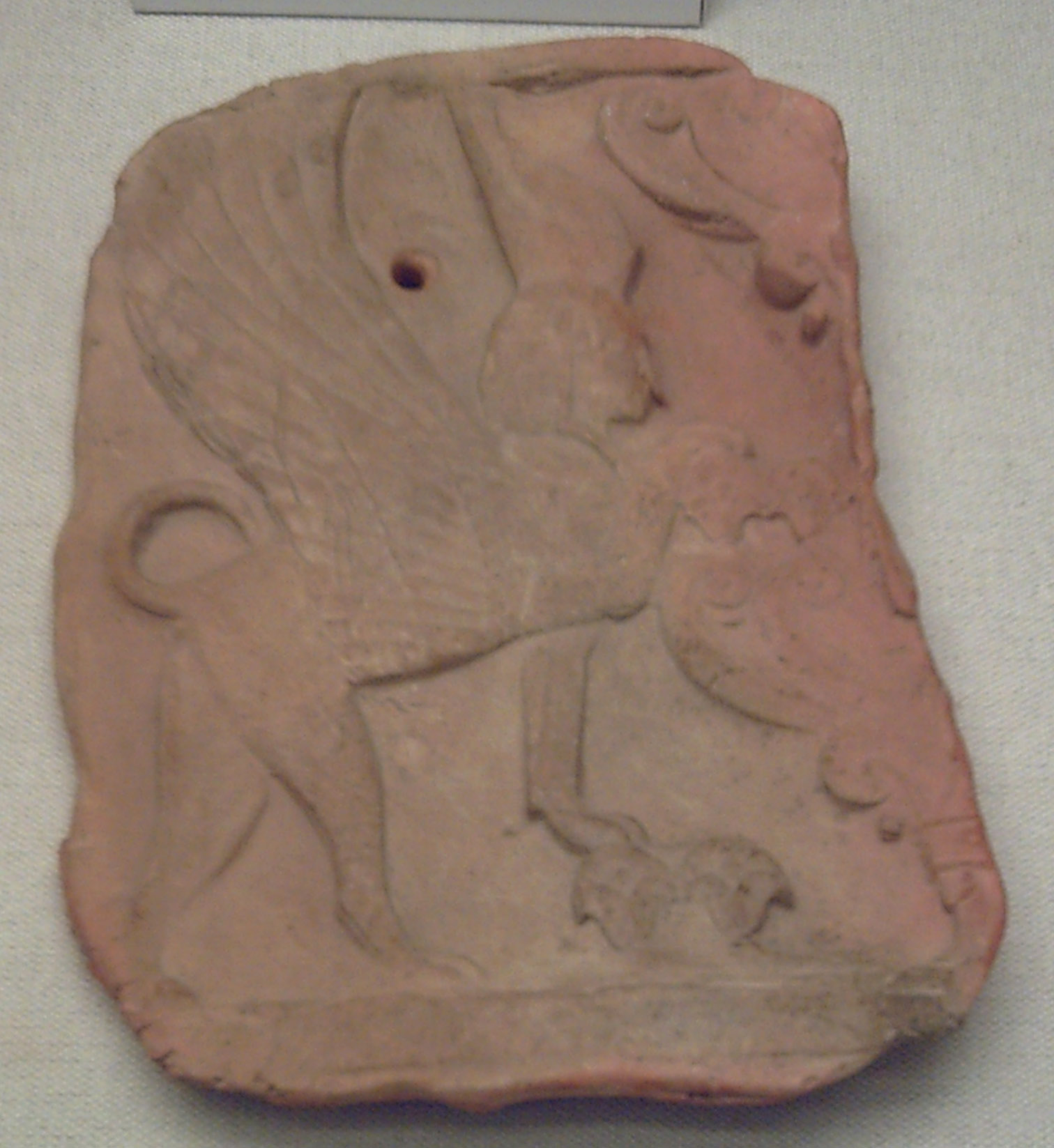
لوحه‌ای با نقش شیردال، از آثار کارتاژی‌ها در ایبری، مربوط به سدهٔ ششم پیش از میلاد، این لوجه امروزه در موزه ملی باستان‌شناسی اسپانیا نگهداری می‌شود.

کارتاژی‌ها میان سال‌های ۵۷۵ تا ۲۰۶ پیش از میلاد بر ایبری تسلط داشتند. در این زمان جمهوری روم طی دومین جنگ کارتاژ، ایشان را شکست داده بر ایبری چیره‌گردید. 
نخستین بار فنیقی‌ها کلنی‌هایی در شبه‌جزیره ایبری تأسیس نمودند. پس از اولین جنگ کارتاژ، حملقر برقی در ۲۳۶ پیش از میلاد ارتشی پدید آورد و با هدف به دست آوردن سرزمین‌هایی تازه و انتقام از رومیان بر ایبری دست یازید. طی هشت سال او قلمرو گسترده‌ای را با جنگ و دیپلوماسی در هیسپانیا به دست آورد، ولی مرگ نابه‌هنگامش در ۲۲۸ پیش از میلاد به فتوحاتش خاتمه‌داد. 